# Екатериновка (Жамбылский район)
Екатериновка (каз. Екатериновка) — село в Жамбылском районе Северо-Казахстанской области Казахстана. Входит в состав Казанского сельского округа. Код КАТО — 594645200.

## География
Расположено около озёр Екатериновское и Питное. В 10 км к северо-западу от села расположено озеро Долбилово.

## Население
В 1999 году население села составляло 405 человек (196 мужчин и 209 женщин). По данным переписи 2009 года, в селе проживало 279 человек (134 мужчины и 145 женщин).